# Erckmann-Chatrian

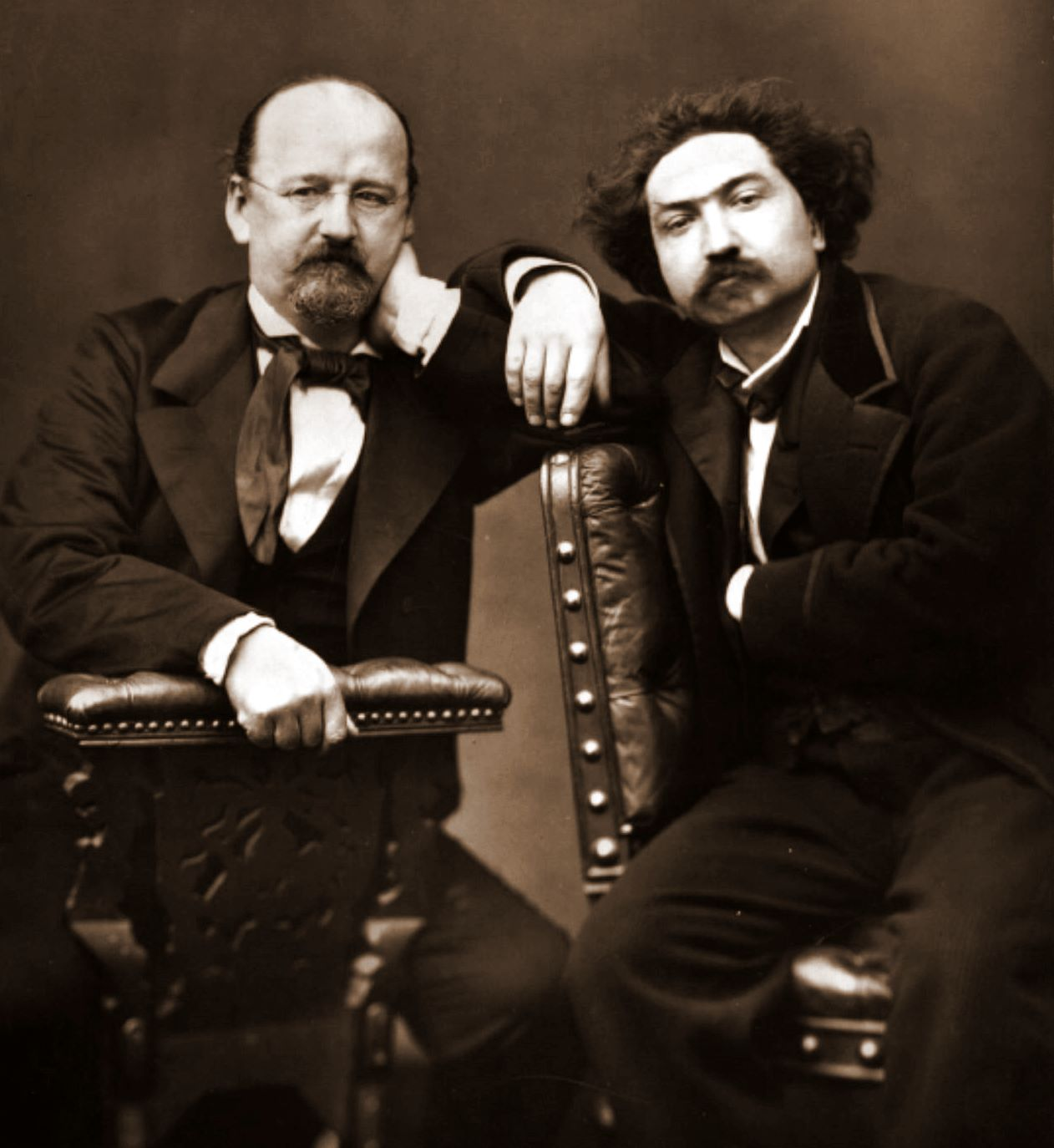
Émile Erckmann und Alexandre Chatrian

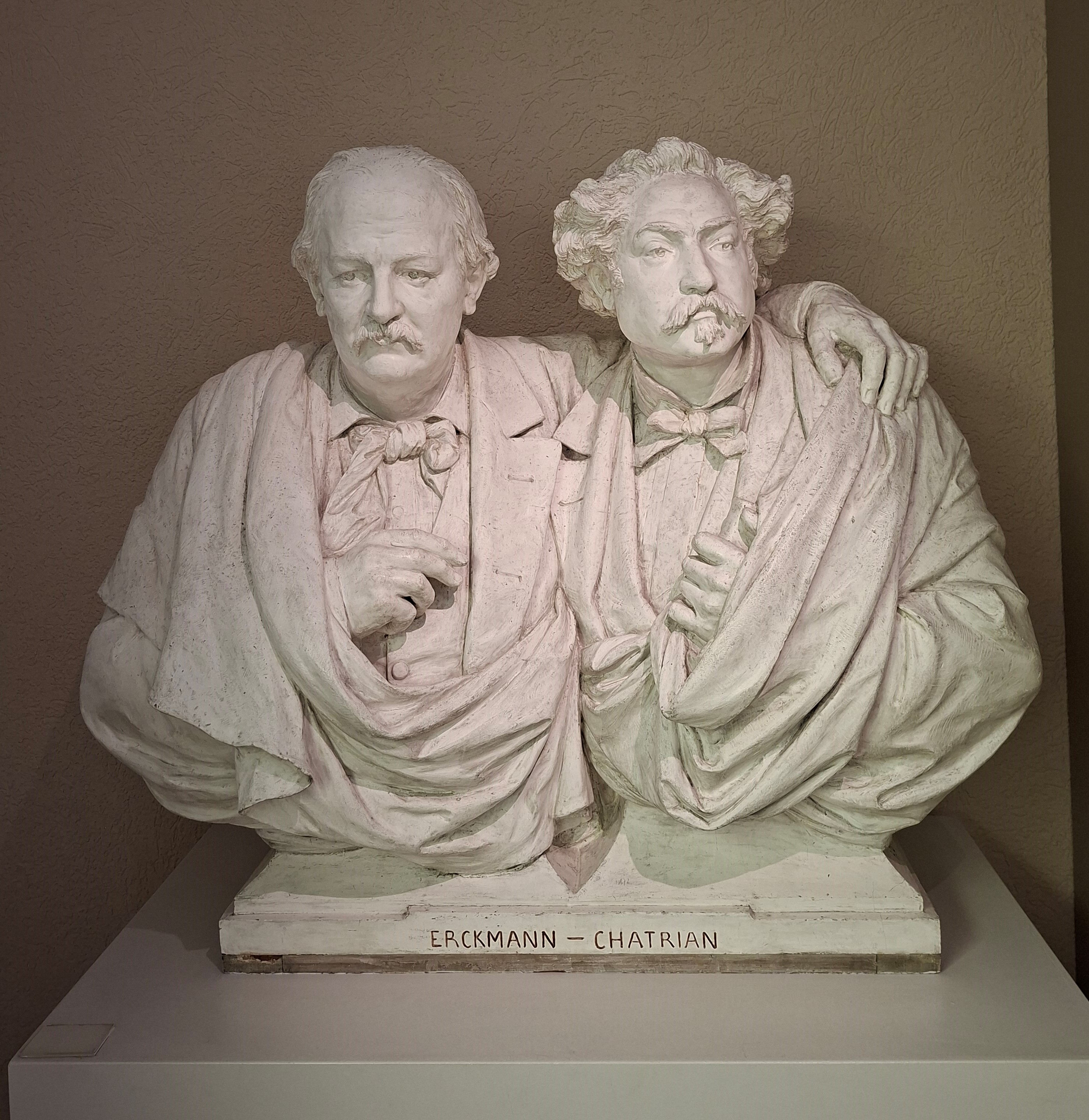
Émile Erckmann und Alexandre Chatrian, Doppelbüste aus Gips von Frédéric-Auguste Bartholdi, Colmar, Musée Bartholdi (Inv. SB 348). Die endgültige Fassung aus Marmor befand sich in der Comédie-Française und ist heute verschollen.

Erckmann-Chatrian ist der gemeinsame Künstlername der französischen Autoren Émile Erckmann (* 21. Mai 1822 in Phalsbourg; † 14. März 1899 in Lunéville) und Alexandre Chatrian (* 18. Dezember 1826 in Soldatenthal/Grand Soldat, heute Ortsteil von Abreschviller; † 3. September 1890 in Villemomble).

## Leben
Beide stammten aus Phalsbourg (Département Moselle; dt. Pfalzburg) bzw. dessen näherer Umgebung, also aus der Grenzregion zwischen dem Elsass und Lothringen. Der Jurastudent Erckmann und der Buchhalter Chatrian lernten sich 1847 an ihrer ehemaligen Schule, dem Collège von Phalsbourg, kennen, entdeckten ihre gemeinsamen literarischen und politischen Interessen und unternahmen lange Wanderungen in den Nordvogesen. Erckmann, der 1848 in Paris die Februarrevolution teilweise als Augenzeuge und als Sekretär eines republikanischen Studentenclubs miterlebte, begann Erzählungen und Theaterstücke zu verfassen, die teilweise und ohne großen Erfolg in elsässischen Zeitungen erschienen, und wurde im gleichen Jahr in Straßburg kurzzeitig Redakteur einer republikanischen Zeitung. Er und Chatrian freundeten sich in dieser Zeit mit den ebenfalls aus dem Elsass stammenden Malern Théophile Schuler und Gustave Doré an, die später auch ihre Werke illustrierten.
Die Zusammenarbeit der beiden Autoren verlief in der Weise, dass Emile Erckmann praktisch alle Texte eigenständig erstellte und Alexandre Chatrian nach Lektüre Verbesserungsvorschläge machte, aber kaum je selbst zur Feder griff. Die Werke erschienen jedoch unter dem Autorennamen Erckmann-Chatrian. 1850 ließ Chatrian sich in Paris nieder und arbeitete ab 1852 als Angestellter bei der Eisenbahngesellschaft Compagnie des chemins de fer de l'Est. Sein Beitrag lag vor allem auf der kommerziellen Seite, denn er kümmerte sich um die Veröffentlichung der Manuskripte in Zeitungen der Hauptstadt, zog die fälligen Honorare ein und verteilte sie. Mit zunehmendem Erfolg gab Erckmann 1856 endgültig sein Studium auf, um nur noch zu schreiben. 1859 erschien L'Illustre Docteur Mathéus als erstes eigenständiges Werk in einem Buchverlag. 1860 folgten die Erzählungssammlungen Contes de la montagne und Contes fantastiques, 1861 als erster größerer Roman Maître Daniel Rock. 1864 erschien der Roman Histoire d'un conscrit de 1813, von dem in wenigen Monaten mehr als 100.000 Exemplare abgesetzt wurden und bis 1885 noch etliche Neuauflagen erlebte. Auch in den folgenden Jahren erlebten weitere Werke Erckmann-Chatrians hohe Auflagen.
Erckmann flüchtete nach Ausbruch des Deutsch-Französischen Krieges im August 1870 vor den heranrückenden deutschen Truppen aus Phalsbourg nach Paris, wo er erfolglos versuchte, Unterstützung für einen Volksaufstand und einen Guerilla-Krieg in den Vogesen zu finden. Nach Kriegsende ließ sich Erckmann schließlich für einige Jahre in St. Dié, Département Vosges nieder. Seit diesem Jahr erschien der gemeinsame Autorennamen auf getrennt verfassten Werken: während Erckmann weiter die Prosaarbeiten verfasste, übernahm Chatrian die Theaterwerke. 1882 kehrte Erckmann mit Erlaubnis der Behörden des Reichslandes Elsaß-Lothringen nach Phalsbourg zurück, wo er jedoch unter Polizeiaufsicht stand.
Ab 1885 entzweiten sich die beiden zunehmend wegen Urheberrechts- und Honorar-Angelegenheiten. Im Verlauf der Streitigkeiten wurde Erckmann wegen seiner Rückkehr nach Phalsbourg in Le Figaro als Vaterlandsverräter beschimpft. Die Auseinandersetzungen mündeten schließlich in einen Zivilprozess, der wegen Chatrians Tod aber letztlich nicht mehr entschieden wurde. Nach dem Entzug der Aufenthaltsgenehmigung durch die deutschen Behörden ließ sich Erckmann bis zu seinem Tod in Lunéville, Département Meurthe-et-Moselle nieder.

## Literarisches Werk

### Diehistoires et contes fantastiques
Erste Erfolge erzielten Erckmann-Chatrian zwischen 1856 und Anfang der 1860er Jahre mit fantastischen Erzählungen, die in verschiedenen Pariser Zeitungen (u. a. La Revue des Deux Mondes, Le Constitutionel, Le Figaro) erschienen, wie z. B. Le bourgmestre en bouteille (1856), Requiem du corbeau (1856), L’Oeil invisible (1857), Le Cabaliste Hans Weinland (1860) und der fantastische Kurzroman Hugues-le-Loup (1860). Dieser Roman schilderte eine Wolfsverwandlung in der unmittelbaren Vergangenheit und geht gleichzeitig der Geschichte der Lykanthropie bis ins Mittelalter nach. Auf Grund von Äußerungen Chatrians, der den Absatz der frühen Geschichten mit entsprechenden Äußerungen zu fördern suchte, wurden Erckmann-Chatrian lange als französische Epigonen von E.T.A. Hoffmann angesehen, der in der ersten Hälfte des 19. Jahrhunderts in Frankreich hohes literarisches Ansehen genoss. Die jüngere französische Literaturwissenschaft bezweifelt dies jedoch und vermutet vielmehr Einflüsse von Edgar Allan Poe, der in Frankreich nach 1850 durch die Übersetzungen von Charles Baudelaire bekannt wurde. Erckmann-Chatrians phantastische Geschichten lassen häufig etwas in der Realität latent Vorhandenes kurzzeitig auftauchen und entlarven so die heile Welt des Alltags. Das Unheimliche, das genauso so schnell auftaucht, wie es wieder verschwindet, ist oft das Tier im Menschen.
Nach dem Erfolg von Hugues-le-Loup erschienen die Werke Erckmann-Chatrians auch in Buchform, vor allem im Verlag von Pierre-Jules Hetzel, der auch die Werke von Honoré de Balzac, Schriften von Victor Hugo und seit 1856 mit großem Erfolg die Werke von Jules Verne herausgab. Hetzel bot alle Werke Erckmann-Chatrians in günstigen Volksausgaben an, was zu ihrem großen Erfolg beitrug.

### Dieromans populaires
Erckmann-Chatrian hatten neben den fantastischen Erzählungen noch eine zweite Werklinie, die sie als romans populaires bezeichneten. Dafür schöpften sie aus zeitgenössischen Almanachen, volkstümlichen Erzählungen oder Volkssagen. Das Geschehen dieser romantischen, oft wie dokumentiert erscheinenden Romane und Kurzgeschichten ist in die Zeit zwischen 1800 und 1846 datiert. Die Ereignisse spielen unter anderem in Mainz, Heidelberg, Tübingen, Pirmasens oder Nürnberg, aber auch in romantischen Waldgegenden wie dem Hunsrück oder dem Schwarzwald. Unter den romans populaires ist insbesondere L’ami Fritz aus dem Jahr 1864 hervorzuheben – dieser (in der Südpfalz spielende) Roman ist auch heute noch im Elsass in vielen Buchhandlungen in neuerer Auflage erhältlich.
Die beiden Autoren machten kein Hehl aus ihrem Wohlwollen gegenüber Deutschland, das vor allem Emile Erckmann gut kannte und hoch schätzte. Diese Haltung änderte sich jedoch nach dem Deutsch-Französischen Krieg. In den Contes vosgiens (1877) erscheinen die Deutschen (wobei hier vor allem die Preußen gemeint sind), als Spione, rohe Schurken und grausame Unmenschen. Auch in anderen Werken der Folgezeit finden sich chauvinistische Ausfälle.

### Dieromans nationaux
Zu den romans nationaux gehören u. a. L'invasion ou Le fou Yégof (1862), Madame Thérèse (1863), Histoire d’un conscrit de 1813 (1864), Waterloo (1865), Le Blocus, épisode de la fin de l'Empire (1866) und Histoire d'un paysan (1869/70). Mit diesen Werken dokumentierten die Autoren ein Jahrhundert französischer Geschichte von 1775 bis 1875. Beide kannten aus ihren Familien und deren Bekanntenkreisen zahlreiche Veteranen der Koalitionskriege. Aus den Erinnerungen und Erzählungen dieser Bauern und Handwerker schöpften die beiden Autoren die Stoffe für ihre historischen Erzählungen und Romane. Gegen den zeitgenössischen französischen Feuilletonroman, in dem Geschichte nur als Quelle für spannende Anekdoten und interessante Persönlichkeiten benutzt wurde, und gegen den Anspruch des Zweiten Kaiserreichs unter Napoleon III., das Zeitalter der Revolutionen beendet zu haben, wollten Erckmann-Chatrian die anhaltende Bedeutung der Ereignisse zu Beginn des 19. Jahrhunderts verdeutlichen. Ihre immer wiederkehrenden Themen waren Demokratie, Menschenrechte, Glaubensfreiheit, Standesgleichheit, die Behebung der Armut und die Volksbildung. In bewusst einfach gehaltener Sprache wandten sie sich gegen alle Formen von Unterdrückung und Ungerechtigkeit. Für die Autoren war die Revolution von 1789 als gemeinsame Aktion von Volk (peuple) und Bürgertum das bleibende große Vorbild für politisches Handeln. Einige Werke haben auch die späteren gesellschaftlichen Umbrüche des 19. Jahrhunderts zum Thema (Histoire d'un homme du peuple, 1865 und Maître Gaspard Fix, histoire d’un conservateur, 1875), ohne dabei das Auseinanderbrechen der Allianz von Volk und Bürgertum zu erkennen oder gar zu thematisieren. Bei der Darstellung der revolutionären Ereignisse von 1848 in der Histoire d'un homme du peuple wurde lediglich die bürgerlich-demokratische Februarrevolution geschildert, jedoch nicht der Juniaufstand der Pariser Arbeiterschaft.
Erckmann-Chatrian sahen das Volk selbst als handelndes Subjekt der Geschichte, weswegen sie in den meisten Romanen einfache Menschen (Bauern, Handwerker) den Verlauf historischer Ereignisse aus ihrer Sicht erzählen lassen.

## Rezeption

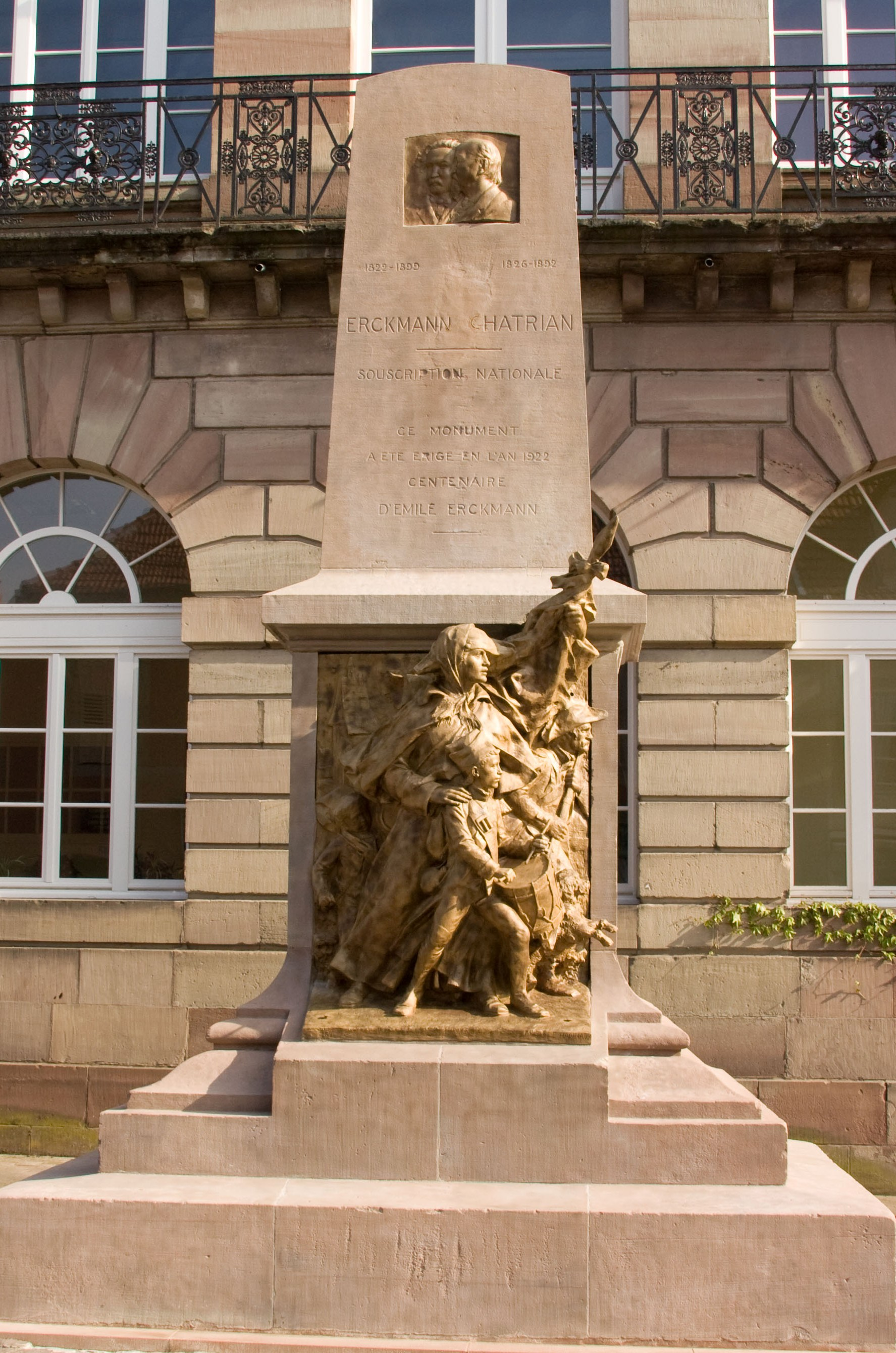
Erckmann-Chatrian-Denkmal in Phalsbourg

Erckmann-Chatrian haben mit ihrem großen zeitgenössischen Erfolg viel dazu beigetragen, dass politische Inhalte in der französischen Literatur der 1860er Jahre wieder an Bedeutung gewannen. Dieser Erfolg war zeitweilig so groß, dass das Innenministerium Napoléons III. sich veranlasst sah, zu repressiven Maßnahmen zu greifen. Bereits L'histoire d'un homme du peuple wurde vom Zensor mit der Begründung beanstandet, es sei darin von nichts anderem die Rede als von der Freiheit. Als die Tageszeitung La Presse im Oktober 1867 begann, L'histoire d'un paysan zu veröffentlichen, kam es zu offenen Auseinandersetzungen mit der Zensurbehörde, so dass die Veröffentlichung schließlich abgebrochen wurde. Bei Ausbruch des Deutsch-Französischen Krieges standen Erckmann-Chatrian vor dem totalen Publikationsverbot. Zwischen 1860 und 1880 waren Erckmann-Chatrian neben Émile Zola die meistgelesenen Autoren in Frankreich.
Die Bücher des Autoren-Duos werden bis heute in ihrem Heimatland wiederaufgelegt und gelesen, denn sie haben das Geschehen aus den Zeiten der Französischen Revolution und der Napoleonischen Kriege (1789–1815) mit seltener Genauigkeit in der Form von Augenzeugenromanen beschrieben. Dennoch ist ihr literarischer Wert in Frankreich nicht unumstritten: für manche Leser sind sie zu „deutsch“, andere stören sich an ihrer optimistischen Grundhaltung, die gelegentlich naiv oder gar kitschig wirkt. Dagegen steht allerdings der Realismus ihrer Erzählungen, der die Romantik oft überwiegt. Lange wurden die Werke des Autorenduos auch als regionalistische elsässische Literatur und auch als reine Jugendliteratur unterschätzt.
In Phalsbourg wurde 1922 zur Erinnerung an Erckmann-Chatrian ein Denkmal des Bildhauers Emmanuel Hannaux von Maurice Barrès zum hundertsten Geburtstag Erckmanns feierlich eingeweiht. Die Stadt hat ihre prominenten Bürger außerdem mit einem eigenen Saal im historischen Museum sowie mit der Benennung einer Schule und einer Straße geehrt. Das in Phalsbourg 1980 zu ihrem Gedenken begründete Erckmann-Chatrian-Festival wird inzwischen als allgemeineres Festival Théatre weitergeführt. Seit 1925 wird jährlich der Prix Erckmann-Chatrian als regionaler Literaturpreis (der „lothringische Goncourt“) verliehen für ein Prosa-Werk, das von einem Lothringer geschrieben wurde oder das sich mit Lothringen beschäftigt.
Erckmann-Chatrians Werke wurden frühzeitig ins Englische übersetzt (ab 1859) und waren sowohl in Großbritannien als auch den USA erfolgreich. Zwischen 1865 und 1915 erschienen mindestens 50 englischsprachige Ausgaben von Werken des Autorenpaares. Geschätzt wurden sowohl ihre phantastischen Erzählungen (die H. P. Lovecraft in Supernatural Horror in Literature wegen ihrer Atmosphäre und des erzeugten Horrors lobte), die romans nationaux wegen ihres Republikanismus und Realismus wie auch ihre Schauspiele, neben L’ami Fritz vor allem Le juif polonais, das 1871 in einer englischen Bearbeitung und mit dem Schauspieler Henry Irving in der Hauptrolle in London 150 Aufführungen erlebte.
Auch im zaristischen Russland der 1870er Jahre waren Erckmann-Chatrians romans nationaux sehr populär und erfolgreich und wurden von dem Literaturkritiker, Sozialkritiker und Philosophen Dmitri Iwanowitsch Pissarew hoch geschätzt.
Obwohl Ludwig Pfau bereits 1882 mehrere Bände Ausgewählte Werke in deutscher Sprache herausgab, sind Erckmann-Chatrian in Deutschland nur noch wenig bekannt. Aktuelle Sekundärliteratur zu den Autoren gibt es überwiegend nur in französischer oder auch in englischer Sprache. Für deutsche Leser sind ihre Werke aber nicht zuletzt wegen der genauen und lebendigen Beschreibungen deutscher Landschaften, Städte und Personen des 19. Jahrhunderts immer noch interessant (z. B. ihre Beschreibung Leipzigs im Conscrit de 1813). Etliche ihrer fantastischen Geschichten sind auch in neueren deutschen Anthologien phantastischer Literatur zu finden.
In der ehemaligen DDR erschienen „Ein Soldat von 1813“ und „Waterloo“ als bb-Taschenbuch.
L’ami Fritz diente als Vorlage für die Oper L’amico Fritz von Pietro Mascagni (1891) und wurde in Frankreich je zweimal für die Kinoleinwand (1920 bzw. 1933) und das Fernsehen (1967 bzw. 2001) verfilmt. Le juif polonais war die Libretto-Vorlage sowohl für die 1900 in Paris uraufgeführte gleichnamige Oper von Camille Erlanger als auch für die 1901 in deutscher Sprache in Prag uraufgeführte Volksoper Der polnische Jude des tschechischen Komponisten Karel Weis. Hugues-le-Loup wurde 1975 für das französische Fernsehen verfilmt und erschien 1999 in einer Comic-Version.

## Werke (Auswahl)
Französische Originalausgaben (online abrufbar über Gallica; zuletzt geprüft am 13. August 2011)
- Histoire d'un conscrit de 1813. Hetzel, Paris 1864
- L'ami Fritz. Hachette, Paris 1864
- Histoire d'un homme du peuple. Hetzel, Paris 1865
- Histoire d'un paysan. Hetzel, Paris 1869
- Le Juif polonais. Hetzel, Paris 1869[19]
- Histoire du plébiscite racontée par un des 7 500 000 oui. Hetzel, Paris 1872
- Contes de la montagne. Hetzel, Paris 1873
- Le brigadier Frédéric. Histoire d'un français chassé par les allemands. Hetzel, Paris 1874
- Maître Gaspard Fix; L'éducation d'un féodal. Hetzel, Paris 1876
- L'invasion. Hetzel, Paris 1881
- Le blocus; Le capitaine Rochard. Hetzel, Paris 1881
- Confidences d'un joueur de clarinette; La taverne du Jambon de Mayence; Les amoureux de Catherine. Hetzel, Paris 1880
- Le banni; Dis-moi! quel est ton pays. Chant alsacien. Hetzel, Paris 1882
- Contes populaires. Hetzel, Paris 1884
- Pour les enfants. Hetzel, Paris 1888
- Émile Erckmann: Alsaciens et vosgiens d'autrefois. Hetzel, Paris 1895

Als Comic:
- Antoine Séguin/Loac: Hugues-le-Loup. Editions sur La Place, 1999, ISBN 2-913162-03-7 (Comic in elsässischem Dialekt)

In deutscher Übersetzung:
- Das Eulenohr und andere phantastische Erzählungen. Suhrkamp, Frankfurt am Main 1984, ISBN 3-518-37489-3.
- Es lebe der Kaiser. Geschichte eines Rekruten aus den Napoleonischen Kriegen. Diogenes, Zürich 1991, ISBN 3-257-21199-6.
- Madame Therese. Roman. Manesse, Zürich 1997, ISBN 3-7175-1119-X.
- Das unsichtbare Auge oder Die Herberge der drei Gehenkten. Aus dem Französischen übersetzt und mit Anmerkungen versehen von Ulrich Klappstein. Hannover: jmb-Verlag 2012, ISBN 978-3-940970-47-3.

Zweisprachige Ausgaben:
- Das Fernrohr des Apothekers / La lunette de Hans Schnaps. Erzählung. Zweisprachige Ausgabe: Deutsch/Französisch. Calambac Verlag, Saarbrücken 2018, ISBN 978-3-943117-99-8.
- Die drei Seelen / Les trois âmes (gefolgt von Der Bürgermeister in der Flasche / Le bourgmestre en bouteille). Erzählungen. Zweisprachige Ausgabe: Deutsch/Französisch. Calambac Verlag, Saarbrücken 2018, ISBN 978-3-943117-00-4.

Nachweise über das Gesamtwerk von Erckmann-Chatrian finden sich in:
- National Union Catalog (Pre-1956 Imprints, Vol. 161, S. 222 ff.) Mansell, Chicago 1971.
- Schmuck/Gorzny/Popst/Schöller: Gesamtverzeichnis des deutschsprachigen Schrifttums (GV; 1700–1910, Band 34, S. 36 ff.) K.B. Saur-Verlag, München-New York-London-Paris 1981.